# Jerónimo Ortiz de Urbina
Jerónimo Ortiz de Urbina Díaz de Junguitu (Vitoria, 1824-Valladolid, 1909)  fue un arquitecto español de origen vasco, conocido por trabajar en la modernización de la ciudad de Valladolid, junto a su hijo, el maestro de obras Antonio Ortiz de Urbina y Olasagasti.

## Biografía
En 1852 obtiene el título de arquitecto por la Real Academia de Nobles Artes de San Fernando. Tras licenciarse, se inicia como académico y profesor de Maestros de Obras de la Real Academia de Bellas Artes de la Purísima Concepción de Valladolid, donde cursará los estudios su hijo Antonio. En 1856 es nombrado miembro de la Comisión Provincial de Monumentos de Valladolid. 
Con la supresión en 1869 de la enseñanza de maestros de obras, pasa a formar parte de la Escuela Libre de Maestros de Obras, Aparejadores, Agrimensores y Directores de Caminos Vecinales de Valladolid.
En  1872, como interino, ocupa el cargo de arquitecto municipal de Valladolid, lo que le pone al mando de las reformas en el cauce del río Esgueva y los proyectos urbanísticos de prolongación de las calles. 
En 1897 sucede a Antonio Iturralde y Montel como Arquitecto Diocesano de Valladolid, falleciendo doce años más tarde, en 1909.
Esta enterrado en el Cementerio de El Carmen de Valladolid

## Obras notables

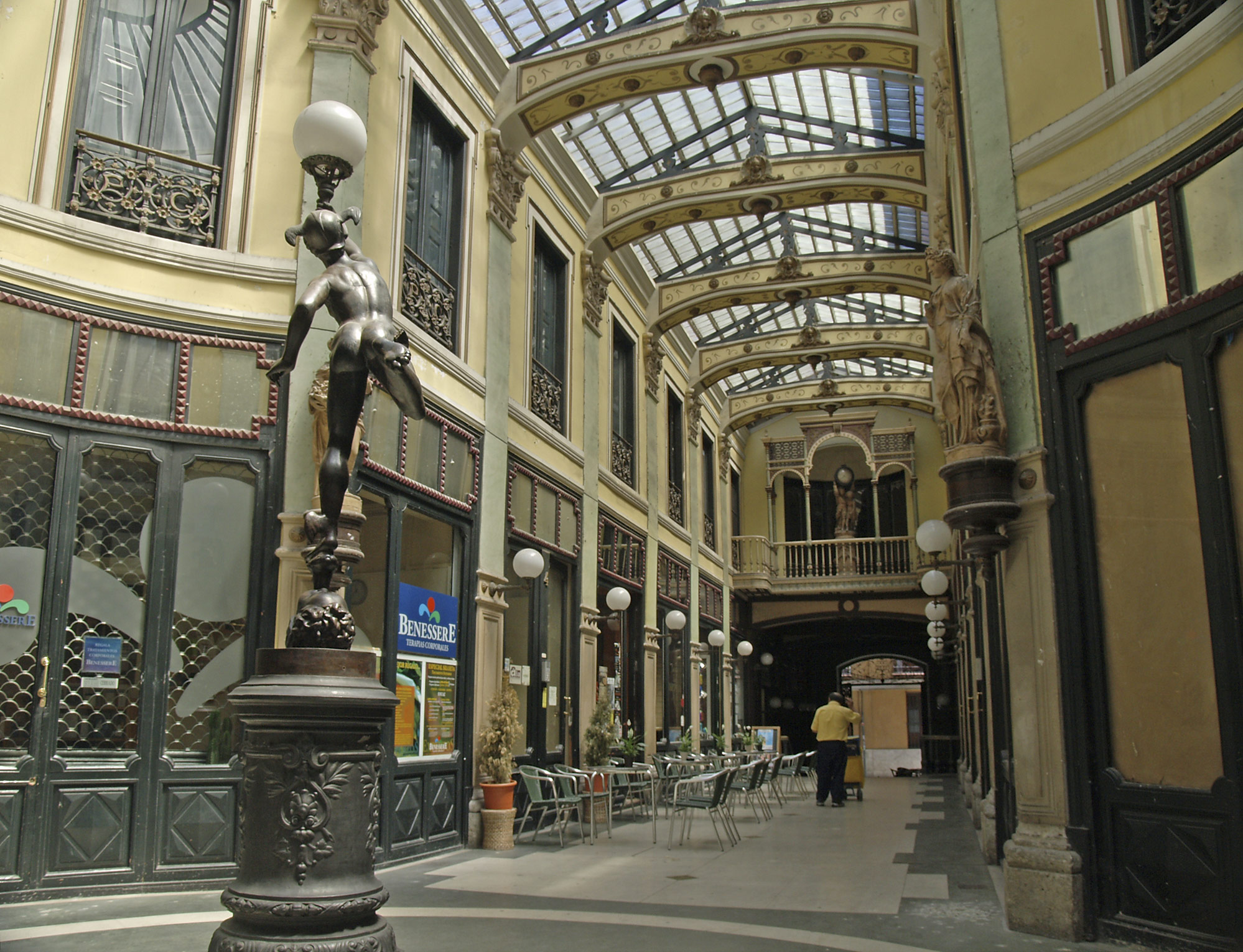
Pasaje Gutiérrez.

El auge de Valladolid, de la mano de la burguesía procedente de la industria de la harina, le hizo participar en grandes obras en la provincia.
- Fachada del Teatro Calderón de Valladolid, junto con Jerónimo de Gándara (1864).
- Parador de la Alegría, en la calle Arco de Ladrillo (1880).
- Colegio de San José (1881).
- Pasaje Gutiérrez.
- Iglesia del Sagrado Corazón de Jesús y San Ignacio de Loyola (1896).
- Continuación del diseño de Ventura Rodríguez para el colegio e iglesia de los Agustinos-Filipinos.
- Como arquitecto particular, miembro de la Comisión Provincial de Monumentos de Valladolid y arquitecto diocesano, múltiples restauraciones de iglesias en la diócesis de Valladolid,[3] como la de la Iglesia de San Juan Ante Portam Latinam, en Arroyo de la Encomienda (1876).[4]